# سایبرجایا
سایبرجایا (یک تکواژ چندوجهی از واژه سایبر و پوتراجایا) شهری است که مرکز آن یک پارک علمی است که بخشی از کوالالامپور بزرگ در مالزی را تشکیل می‌دهد. این شهر در منطقه سپانگ، ایالت سلانگور واقع شده است. سایبرجایا در مجاورت پوتراجایا واقع شده، و همراه با آن که مقر دولت مالزی است، توسعه یافت. این شهر آرزومند است تا به عنوان سیلیکون‌ولی مالزی شناخته شود.
مراسم افتتاحیه رسمی سایبرجایا در روز ۱۷ مه ۱۹۹۷ توسط مهاتیر محمد، نخست‌وزیر وقت برگزار شد.
تعداد زیادی از شرکت‌های چند ملیتی و دیتا سنترها در این شهر قرار دارند.